# Kommunalabgabengesetz
Die Kommunalabgabengesetze (KAGs) sind Landesrecht der Länder und neben den Bundesgesetzen (Abgabenordnung, Gewerbesteuergesetz, Grundsteuergesetz, Gemeindefinanzreformgesetz) die wichtigste Rechtsgrundlage für die Einnahmen der Gemeinden und anderer kommunaler Gebietskörperschaften in Form von Kommunalabgaben.
Kommunalabgabengesetze regeln vor allem den Erlass von kommunalen Abgabensatzungen, das Steuerfindungsrecht, die Erhebung von Verwaltungs- und Benutzungsgebühren und von Beiträgen, die von Gemeinden und Landkreisen erhoben werden.

## Geschichte
Von historischer Bedeutung ist vor allem das Preußische Kommunalabgabengesetz vom 14. Juli 1893 (es wurde zum 1. Januar 1895 wirksam), das Teil der Miquelschen Steuerreform 1883–95 war. Mit diesem Gesetz wurden die Gemeindefinanzen neu geordnet und den Kommunen die Gewerbesteuer und Grundsteuer als Haupteinnahmequellen zugewiesen. Es schuf die Voraussetzung für die Einrichtung kommunaler Stadtreinigungen in Deutschland.

## Kommunalabgabengesetze
Die Tabelle zeigt die jeweiligen Kommunalabgabengesetze der deutschen Bundesländer.
| Bundesland             | Gesetz | Text      | außer Kraft seit |
| ---------------------- | --- | --------- | ---------------- |
| Baden-Württemberg      | Kommunalabgabengesetz vom 17. März 2005 (GBl. S. 206), letzte Änderung vom 15. Dezember 2015 (GBl. S. 1147, 1153) | KAG B-W   |                  |
| Bayern                 | Kommunalabgabengesetz in der Fassung vom 4. April 1993 (GVBl. S. 264), letzte Änderung vom 10. März 2023 (GVBl. S. 91) | KAG       |                  |
| Berlin                 | Gesetz über Gebühren und Beiträge (Gebühren-Beitragsgesetz) vom 22. Mai 1957 (GVBl. 1957, S. 516) | GebBeitrG |                  |
| Brandenburg            | Kommunalabgabengesetz für das Land Brandenburg vom 31. März 2004, zuletzt geändert am 5. Dezember 2013 | KAG 2013  |                  |
| Bremen                 | Bremisches Abgabengesetz (Brem.GBl. 1962, S. 139) | AbgG      |                  |
| Hamburg                | Gebührengesetz vom 5. März 1986 (HmbGVBl. 1986, S. 37) | GebG      |                  |
| Hessen                 | Gesetz über kommunale Abgaben vom 17. März 1970, GVBl. I S. 225, Neufassung vom 24. März 2013 (GVBl. 2013, 134), geändert 20. Dezember 2015 (GVBl. S. 618)                                                                       | KAG       |                  |
| Mecklenburg-Vorpommern | Kommunalabgabengesetz des Landes Mecklenburg-Vorpommern in der Fassung der Bekanntmachung vom 12. April 2005 (GVOBl. M-V 2005, S. 146), zuletzt geändert durch Artikel 2 des Gesetzes vom 13. Juli 2011 (GVOBl. M-V S. 777, 833) | KAG M-V   |                  |
| Niedersachsen          | Niedersächsisches Kommunalabgabengesetz in der Fassung vom 20. April 2017 (Nds. GVBl. 2017, 121) | NKAG      |                  |
| Nordrhein-Westfalen    | Kommunalabgabengesetz des Landes Nordrhein-Westfalen in der Fassung vom 25. April 2005 (GV. NRW. S. 488), zuletzt geändert durch Gesetz vom 13. Dezember 2011 (GV. NRW. S. 687)                                                  | KAG       |                  |
| Rheinland-Pfalz        | Kommunalabgabengesetz vom 20. Juni 1995 (GVBl. 1995, S. 175), zuletzt geändert durch Artikel 1 des Gesetzes vom 22. Dezember 2015 (GVBl. S. 472)                                                                                 | KAG RP    |                  |
| Saarland               | Kommunalabgabengesetz vom 26. April 1978 (Amtsbl. 1998, S. 691) | KAG       |                  |
| Sachsen                | Sächsisches Kommunalabgabengesetz vom 26. August 2004 (SächsGVBl. 2004 [Bl.-Nr. 12], S. 418) | SächsKAG  |                  |
| Sachsen-Anhalt         | Kommunalabgabengesetz vom 13. Dezember 1996 (GVBl. LSA 1996, S. 405) | KAG-LSA   |                  |
| Schleswig-Holstein     | Kommunalabgabengesetz des Landes Schleswig-Holstein vom 10. Januar 2005 (GVOBl. 2005, S. 27) | KAG       |                  |
| Thüringen              | Thüringer Kommunalabgabengesetz in der Fassung der Bekanntmachung vom 19. September 2000 (GVBl. 2000, S. 301), zuletzt geändert durch Gesetz vom 29. März 2011 (GVBl. 2011, S. 61)                                               | ThürKAG   |                  |